# Белорусский национальный технический университет
Белору́сский национа́льный техни́ческий университе́т (бел. Беларускі нацыянальны тэхнічны ўніверсітэт) — высшее учебное заведение инженерно-технического профиля в Минске. Основан в 1920 году, когда был образован Белорусский политехнический институт (БПИ). Университет выпустил более 200 тыс. специалистов и по праву является одним из самых крупных и старейших вузов Беларуси. Сегодня это единственный вуз страны, который имеет статус национального.

## История
Большие и сложные задачи по восстановлению экономики БССР в 1920-е годы требовали подготовки высококвалифицированных кадров для всех отраслей народного хозяйства, в связи с чем 10 декабря 1920 года Минское политехническое училище (техникум), было преобразовано в высшее техническое учебное заведение: Белорусский государственный политехнический институт (БГПИ), целью которого стала подготовка инженеров с высшим образованием по главным направлениям производственной деятельности государства.
Первоначально в институте было 6 специальных отделений: механическое, инженерно-строительное, культурно-техническое, технико-химическое, электротехническое, лесное. По другим данным, набор студентов осуществляли пять факультетов: механический, инженерно-строительный, культурно-технический, химико-технологический, электротехнический.
Первым ректором был назначен Никанор Казимирович Ярошевич. Преподавательский состав насчитывал 56 человек. В первом учебном году в институте обучались 305 студентов и 119 слушателей подготовительного отделения (61 % белорусов, 38 % евреев; 92,9 % мужчин, 7,1 % женщин). В дальнейшем, после ряда реорганизаций 1 июля 1933 года Совет народных комиссаров БССР принимает решение о восстановлении политехнического института, в котором в сентябре 1933 году работали уже 120 преподавателей и действовало 20 кафедр, а также обучалось около 1200 студентов.
В начале 1940-х годов институт стал одним из ведущих технических высших учебных заведений СССР. На 32 кафедрах четырёх факультетов велась подготовка инженеров по семи специальностям. Количество преподавателей увеличилось до 180, включая 19 профессоров и 71 доцента. За 1933—1941 гг. было подготовлено около 2000 инженеров.
После провозглашения суверенитета Республики Беларусь, в 1991 году — Белорусский ордена Трудового Красного Знамени политехнический институт преобразован в Белорусскую государственную политехническую академию (БГПА), а в 1997 году — Белорусская государственная политехническая академия получила статус ведущего инженерно-технического учебного заведения в национальной системе образования Республики Беларусь).
В 2002 году — Белорусская государственная политехническая академия преобразована в Белорусский национальный технический университет (БНТУ) (указ Президента Республики Беларусь № 165 от 1 апреля 2002 г.), после чего в 2005 году было решено придать университету статуса базовой организации государств — участников Содружества Независимых Государств по высшему техническому образованию (Решение Совета глав правительств Содружества Независимых Государств от 25.11.2005 г.).
В 2014 году в структуру БНТУ на правах филиала был передан Минский государственный политехнический колледж.
В 2014 году агентство «Эксперт РА» присвоило вузу рейтинговый класс «С» означающий «высокий уровень» подготовки выпускников.
Комплекс зданий БНТУ включён в государственный список историко-культурных ценностей Республики Беларусь.
9 декабря 2020 года, к 100-летию со дня основания университета, БНТУ был награждён первым орденом Трудовой Славы «за значимый вклад в развитие инженерно-технического образования, проведение научных исследований в отрасли машиностроения, энергетики, строительства и архитектуры, укоренение новых современных технологий, подготовку научных кадров». Тем самым БНТУ стал первым юридическим лицом, награждённым какой-либо государственной наградой (до этого награждались только физические лица).

### Ректоры
- 1920—1922 гг. — Никанор Казимирович Ярошевич
- 1934—1936 гг. — Иван Иосифович Дружеловский
- 1937—1939 гг. — Дмитрий Иустинович Горин
- 1939—1941, 1945—1947 гг. — Самуил Иоахимович Позняк
- 1947—1959 гг. — Михаил Васильевич Дорошевич
- 1959—1962 гг. — Георгий Михайлович Кокин
- 1962—1976 гг. — Пётр Иванович Ящерицын
- 1976—1983 гг. — Валентин Дмитриевич Ткачёв
- 1983—1994 гг. — Виктор Николаевич Чачин
- 1994—2000 гг. — Михаил Иванович Демчук
- 2000—2017 гг. — Борис Михайлович Хрусталёв
- с 2017 г. — Сергей Васильевич Харитончик

## Факультеты
Автотракторный факультет (АТФ)
Автотракторный факультет осуществляет подготовку специалистов для автотракторной промышленности и транспортной отрасли. В настоящее время факультет готовит инженеров и экономистов по 15 специальностям дневной формы получения образования и 8 - заочной; обучается на факультете более 2000 студентов по дневной, более 1800 - по заочной формам получения образования.
На АТФ работает около 300 сотрудников, педагогический коллектив представляет почти 170 человек. Из них занятия ведут более 20 докторов наук, профессоров и более 80 кандидатов наук, доцентов. Они не только готовят специалистов автотракторного профиля, но и ведут научные исследования, тесно связанные с потребностями дальнейшего технического прогресса этой отрасли.
На промышленных, автотранспортных предприятиях, в конструкторских бюро, учебных заведениях не только Беларуси, но и России, а также более чем в 60 других зарубежных странах работают тысячи выпускников автотракторного факультета. Они создают новые автомобили, специальные машины, оборудование, обслуживают их, управляют производством, организуют дорожное движение. И везде показывают глубокие знания своего дела, являются примером в труде и поведении, обучают и воспитывают технические кадры.

Факультет горного дела и инженерной экологии (ФГДИЭ)
Факультет горного дела и инженерной экологии создан в 2002 году. Ведёт подготовку и повышение квалификации инженеров в сфере добычи, переработки, рационального использования природных ресурсов, защиты окружающей среды, по экологическому менеджменту. 
Выпускники направляются на работу в ОАО «Беларуськалий», ОАО Белгорхимпром, Республиканское унитарное предприятие «Производственное объединение Белоруснефть», РУПП «Гранит», ОАО «Доломит», ОАО «Буровая компания «Дельта», ОАО «Трест Шахтоспецстрой», ГПО «Белтопгаз», ОАО «Белорусский цементный завод», ОАО «БЕЛАЗ – управляющая компания холдинга «БЕЛАЗ-ХОЛДИНГ», ЗАО «Солигорский Институт проблем ресурсосбережения с Опытным производством», ОАО «Дорстройиндустрия», УП «Геосервис», УП «Минскметрострой», ОАО «Нерудпром», НАН Беларуси, на предприятия Министерства архитектуры и строительства, в научно-исследовательские и проектно-конструкторские институты.
В целях формирования политики в горнотехническом образовании на национальном и международном уровнях факультет принимает непосредственное участие в работе Международного центра компетенций в горнотехническом образовании в г.Санкт-Петербурге под эгидой ЮНЕСКО.
Факультет имеет тесные учебные и научные связи с Санкт-Петербургским горным университетом, Российским государственным геологоразведочным университетом имени Серго Орджоникидзе (г. Москва), Тульским государственным университетом, Тверским государственным техническим университетом, Уральским государственным горным университетом (г. Екатеринбург).
Машиностроительный факультет (МСФ)
Машиностроительный факультет является одним из старейших факультетов Белорусского национального технического университета. Его история началась 10 декабря 1920 г. с открытия специальности «Станки, инструменты и механическая обработка металлов» в первом созданном в республике высшем техническом учебном заведении. Новую жизнь факультет получил в 1934 г. как механический факультет образованного в 1933 г. Белорусского политехнического института (БПИ). В 1958 г. механический факультет был переименован в машиностроительный.
В настоящее время машиностроительный факультет готовит специалистов по следующим специальностям:
- Технология машиностроения,
- Технологическое оборудование машиностроительного производства,
- Автоматизация технологических процессов и производств,
- Интеллектуальные приборы, машины и производства,
- Интегральные сенсорные системы,
- Компьютерная мехатроника,
- Экономика и организация производства.

На факультете успешно функционируют магистратура, аспирантура и докторантура; работает 2 специализированных совета по защите докторских и кандидатских диссертаций.
В состав факультета входят 6 кафедр, 4 научно-исследовательских лабораторий и отдел информационных технологий. Высок научный и творческий потенциал сотрудников. На факультете работают 2 член-корреспондента НАН РБ, 13 докторов наук и 40 кандидатов наук. Около 70% преподавательского состава факультета имеют ученую степень доктора или кандидата технических, физико-математических или экономических наук. На МСФ самый высокий удельный вес в университете преподавателей имеющих учёное звание “профессор” 12% и 44% учёное звание “доцент”.
Велика роль машиностроительного факультета в подготовке инженерно-технических кадров для народного хозяйства. Только за период с 1958г. по настоящее время подготовлено свыше 25 тыс. молодых специалистов, работающих в различных отраслях народного хозяйства. Среди выпускников факультета известные ученые, государственные и общественные деятели, руководители производства.
В настоящее время на факультете обучается почти 2 400 студентов, из них на дневной форме – 1 193.

Механико-технологический факультет (МТФ)
Факультет образован в 1958 году путем разделения механического факультета на механико-технологический и машиностроительный. В состав МТФ на момент его образования входили 2 кафедры: «Машины и технология литейного производства» и «Машины и технология обработки металлов давлением». Механико-технологический факультет осуществляет подготовку специалистов в области металлургии и технологии литейного производства, обработки материалов давлением, процессов сварки, термической обработки металлов, материаловедения, композиционных и порошковых материалов и покрытий. 

Факультет маркетинга, менеджмента, предпринимательства (ФММП)
Факультет маркетинга, менеджмента и предпринимательства создан в 1994 году и является единственным экономическим факультетом в Республике Беларусь, студенты которого наряду с экономикой, менеджментом, маркетингом, иностранными языками изучают основы инженерного дела и конструкторско-технологического обеспечения производства. Сочетание экономической, инженерной и языковой подготовки обеспечивают выпускникам стабильно высокий спрос на рынке дипломированных специалистов.

Энергетический факультет (ЭФ)
Энергетический факультет – один из старейших ведущих факультетов университета, имеющий богатейший опыт в подготовке инженерных и научно-педагогических кадров в области электро- и теплоэнергетики. В настоящее время в составе факультета 7 кафедр, и 3 научно-исследовательские лаборатории. На факультете учатся более 2700 студентов, из них более 1600 – студенты дневного отделения и 1100 – заочного.
Факультет информационных технологий и робототехники (ФИТР)
Факультет создан в 1983 г. как факультет роботов и робототехнических систем на базе трех старейших кафедр Белорусского политехнического института: высшей математики, технической физики, электропривода и автоматизации промышленных установок и технологических комплексов и молодой кафедры– автоматизации и комплексной механизации.
Факультет начинался с двух специальностей: "Автоматизация технологических процессов и производств" и «Автоматизированный электропривод», имеющих специализации по робототехнике. И сегодня факультет остается единственным в республике центром подготовки специалистов в области робототехники.
В то же время, в соответствии с требованиями сегодняшнего дня, расширяется подготовка специалистов в области информационных технологий и робототехники. Новое название наиболее полно отражает сложившуюся структуру специальностей направленность развития факультета.

Факультет технологий управления и гуманитаризации (ФТУГ)
Факультет технологий управления и гуманитаризации создан в 1995 году в рамках Республиканского образовательного центра. Факультет занимает первое место в БНТУ по численности профессорско-преподавательского состава (более 200 человек) и количеству иностранных студентов (более 60 зарубежных студентов поступает ежегодно). Всего на факультете обучается около полутора тысяч студентов, из них более 1000 человек – на дневной форме обучения. Ряд студентов факультета стали стипендиатами Президента Республики Беларусь и лауреатами Специального фонда Президента Республики Беларусь по социальной поддержке одаренных учащихся и студентов, а также других именных стипендий.
В состав Факультета входит восемь кафедр. Подготовка специалистов ведется по новым учебным планам и программам, соответствующим национальным и международным стандартам, по следующим специальностям: «Менеджмент», «Энергоэффективные технологии и энергетический менеджмент», «Экономика и управление на предприятии», «Таможенное дело», «Низкотемпературная техника», «Упаковочное производство», "Промышленный дизайн", "Экономика и организация производства" в том числе по сокращенной форме обучения. По всем экономическим специальностям предусматривается углубленное изучение иностранных языков по выбору: английский, немецкий, французский, испанский. С 1997 года на факультете работает специализированная международная кафедра ЮНЕСКО «Энергоэффективные технологии и энергетический менеджмент», которая была признана одной из лучших среди университетов Европы.
В процессе обучения студенты факультета получают глубокую теоретическую и практическую подготовку по фундаментальным и специальным дисциплинам. На факультете созданы специализированные аудитории, оборудованные современными техническими средствами обучения, компьютерные классы, мультимедийные центры, лаборатории, включая научно-исследовательскую лабораторию термомеханики магнитных жидкостей.
Студенты факультета имеют возможность прохождения учебной практики на ведущих государственных и коммерческих предприятиях, в республиканских органах государственного и местного управления. Факультет поддерживает широкие рабочие связи с министерствами, ведомствами, предприятиями и организациями Беларуси.
Динамично развивается международное сотрудничество факультета с высшими учебными заведениями и научными организациями России, Украины, Германии, Франции, Польши и других государств.
Университет и факультет предоставляют студентам возможность получения высокопрофессиональных знаний и способствуют общему духовному и физическому развитию личности. На факультете действуют спецгруппы по углубленной спортивной подготовке и реабилитации. Студенты активно участвуют в научной работе и художественном творчестве, проводят туристические слеты, организуют экскурсионные поездки по Беларуси и европейским странам.

Инженерно-педагогический факультет (ИПФ)
Инженерно-педагогический факультет основан в 1964 году. Особенность факультета состоит в уникальной концепции подготовки специалистов: студенты в процессе обучения получают фундаментальные знания в области гуманитарных, социально-экономических, естественных наук в сочетании с глубокой психолого-педагогической, инженерной и производственной (рабочая профессия) подготовкой.

Факультет энергетического строительства (ФЭС)
Факультет энергетического строительства создан 1 октября 1986 года. Факультет объединил специальности и специализации, связанные со строительством и эксплуатацией объектов энергетики, водного хозяйства, с использованием природных, в первую очередь энергетических, ресурсов.

Архитектурный факультет (АФ)
Более 50 лет факультет является ведущей архитектурной школой Беларуси. В настоящее время факультет осуществляет научно-методическое обеспечение высшего и среднего специального архитектурного образования республики. История белорусской архитектурной школы восходит к 1946 г., когда на строительном факультете Белорусского политехнического института была создана кафедра «Архитектура». В сентябре 1952 г. на строительном факультете открылось архитектурное отделение, состоялся первый набор студентов. Именно эта дата считается датой возникновения белорусской архитектурной школы, которую возглавил А.П. Воинов. В 1970 г. открылся архитектурный факультет. За всю историю существования факультета было подготовлено более 4 000 архитекторов, в том числе около 600 для зарубежных стран. На факультете работает 75 преподавателей, из них 8 докторов и 26 кандидатов архитектуры. В настоящее время на факультете обучается около 1000 студентов.

Строительный факультет (СФ)
Строительный факультет — один из старейших в Белорусском национальном техническом университете. Факультет был сформирован в 1920 году при организации первого в Беларуси технического вуза. В стране нет организации или предприятия строительного профиля, где бы ни трудились его выпускники. За годы существования из стен факультета вышло более 38 тысяч инженеров, технологов и экономистов. Многие из них работают руководителями министерств, крупных предприятий, учреждений и фирм, являются ведущими учеными в строительной отрасли. Благодаря самоотверженному труду преподавателей и научных работников строительный факультет был и остается на передовых позициях совершенствования высшего инженерно-строительного образования в Республике Беларусь. Факультет причастен к большим достижениям в строительной науке и развитии строительного комплекса нашей страны, которыми по праву можно гордиться.
На факультете ведется подготовка специалистов в сокращенные сроки обучения по специальностям: 1-70 02 01 «Промышленное и гражданское строительство», 1-27 01 01 «Экономика и организация производства» (по заочной форме), 7-07-0732-01 «Строительство зданий и сооружений».
На строительном факультете осуществляется последипломное образование, предусматривающее подготовку магистров технических наук, а также специалистов высшей квалификации — кандидатов и докторов технических наук.
Всего на факультете обучается 1200 студентов на дневном отделении и 1000 — на заочном. Общая численность профессорско-преподаватель-ского состава факультета составляет 120 человек, в том числе 10 докторов и 60 кандидатов наук. В НИЛ ведут работу 55 научных работников (исследователей), среди которых 6 кандидатов наук.

Приборостроительный факультет (ПСФ)
Приборостроительный факультет создан в 1961 году. На факультете обучается: около 900 студентов на дневном отделении около 500 – на заочном. Работают 90 преподавателей, среди которых: 19 докторов наук и профессоров, в том числе 2 академика и 1 член-корреспондент Национальной академии наук Беларуси, 46 кандидатов наук, доцентов.

Факультет транспортных коммуникаций (ФТК)
Факультет транспортных коммуникаций — один из старейших факультетов БНТУ, который не стоит на месте и выпускает специалистов, широко востребованных в транспортной, строительной и машиностроительной отраслях. За шесть десятилетий существования в нашей стране специальности «Автомобильные дороги» Белорусский национальный технический университет подготовил и выпустил свыше восьми тысяч специалистов-дорожников, в том числе — для других стран. Факультет транспортных коммуникаций в 2018 году отметил 20 лет с момента последнего переименования.
Сегодня выпускники ФТК трудятся в дорожных, проектных, строительных и эксплуатационных организациях во всех областях республики. Они строят и реконструируют мосты, дороги, минский метрополитен, подземные и наземные пешеходные переходы, улицы городов и других населенных пунктов. Выпущенные факультетом инженеры выполняют техническое сопровождение строительных работ, а также сами создают новую технику на Минском заводе колесных тягачей, МТЗ, БелАЗе, Амкодоре. Хорошая инженерная подготовка студентов БНТУ позволяет им в будущем успешно работать и на ответственных должностях — руководителями и главными инженерами различных предприятий, преподавателями высших учебных заведений, сотрудниками научно-исследовательских и проектных институтов, Госавтоинспекции МВД, МЧС. И, чем гордится факультет, входят в состав руководителей главного транспортного ведомства республики.
Выпускники могут работать на инженерных руководящих должностях в научных, проектно-изыскательских, строительных организациях различных Министерств и ведомств, в управлениях капитального строительства областных, районных и городских исполнительных органов, специализированных предприятиях, выполняющих картографо-геодезические работы, в высших и средних специальных учебных заведениях страны.

Военно-технический факультет (ВТФ)
Военно-технический факультет был создан в 2003 году на базе военной кафедры, начавшей отсчет своей славной истории в далеком для нас 1933 г. в Белорусском политехническом институте.
Свыше 30 тысяч студентов, которым было присвоено первое воинское звание лейтенант запаса, обучались на военной кафедре. Более трех тысяч из них связали свою служебную карьеру с Вооруженными Силами СССР и Республики Беларусь. Около 80 процентов — офицеры инженерного профиля.
Среди выпускников военной кафедры — министры и академики, губернаторы и мэры городов. Нельзя не сказать о том, что абсолютное большинство выпускников военной кафедры 1933–1941 годов с первых дней Великой Отечественной войны ушли на фронт. По архивным данным, около 300 преподавателей, аспирантов и студентов были награждены орденами и медалями, а выпускник-отличник 1941 года Фёдор Малышев удостоен звания Героя Советского Союза.
Основным критерием профессиональной подготовки военных автомобилистов, инженеров, финансистов как будущих защитников Отечества является та военная составляющая, которая заложена в основу и учебного, и воспитательного процесса.
Спортивная жизнь военно-технического факультета богата победами на международных и республиканских аренах, в чемпионатах Вооруженных Сил Республики Беларусь, девиз курсантов: «Есть только одно место в спорте — первое!». Коллектив военно-технического факультета в 2021/22 учебном году году стал лучшим и занял первые места:
в 17-й спартакиаде военных факультетов и института в гражданских учреждениях высшего образования;
в спартакиаде среди курсантов ВУЗов, посвященной 77-й годовщине победы в Великой Отечественной войне;
в смотре спортивно-массовой работы в вооруженных силах Республики Беларусь.
Военно-технический факультет считается одним из лучших в Республике Беларусь по состоянию материально-технической базы, оснащению современными технологиями обучения, по внедрению в образовательный процесс компьютерных технологий и по социально-бытовым условиям жизни курсантов.

Спортивно-технический факультет (СТФ)
Спортивно-технический факультет – самый молодой в Белорусском национальном техническом университете и первый инженерный факультет в вузах стран СНГ, на котором осуществляется подготовка специалистов инженерного профиля для сферы спортивной индустрии. С его открытием отечественная физкультурно-спортивная отрасль станет получать квалифицированных специалистов, способных участвовать в научно-исследовательской, производственно-технической и организационно-управленческой деятельности на предприятиях и в организациях промышленного и физкультурно-спортивного комплексов, специализирующихся на выпуске и обслуживании спортивных тренажеров, судейско-информационных систем, инвентаря, приборов и оборудования специального назначения. Выпускники спортивно-технического факультета сегодня востребованы на действующих и вводимых в эксплуатацию культурно-спортивных комплексах. Эффективная эксплуатация технологического оборудования на этих объектах в настоящее время невозможна без присутствия квалифицированного персонала с солидной инженерной подготовкой, знаниями методов экономики и менеджмента, использования инструментария информационных технологий.
Подготовку инженерных кадров на факультете осуществляет выпускающая кафедра «Спортивная инженерия», в составе которой работают ведущие специалисты в области спортивного тренажеростроения, автоматизации тренировочного процесса, технического обеспечения и эксплуатации объектов спортивного назначения. К обучению студентов привлекаются лучшие преподаватели БНТУ, имеющие опыт внедрения в физкультурно-спортивную практику инновационных инженерных технологий. На всех этапах обучения студенты проходят практику на базе современных спортивных комплексов, в компаниях, осуществляющих поставку, монтаж , сервис инженерных и информационных систем и оборудования ведущих мировых производителей, сотрудничающих с субъектами спортивной инфраструктуры Республики Беларусь. Интеграции образовательных и научно-технических технологий в сфере индустрии спорта способствует созданная на площадях Многопрофильного культурно-спортивного комплекса «Минск-Арена» экспериментальная площадка, на базе которой студенты осваивают новейшие информационно-технические комплексные системы управления и диспетчеризации спортивных объектов.
Подготовка специалистов осуществляется по специальности 6-05-0716-02 «Спортивная инженерия», которая включает следующие профилизации «Техническое обеспечение эксплуатации спортивных объектов» и «Проектирование и производство спортивной техники».
Кроме профилирующей кафедры «Спортивная инженерия» в составе факультета функционируют также  кафедра физической культуры и кафедра спорта, на которых работают 90 преподавателей, обеспечивающих в университете учебный процесс по физическому воспитанию и повышению спортивного мастерства студентов. Среди профессорско-преподавательского состава трех кафедр факультета 1 доктор педагогических наук наук, 12 кандидатов наук, 1 заслуженный тренер БССР, 3 заслуженных тренера Республики Беларусь, 1 заслуженный мастер спорта, 4 мастера спорта международного класса, 40 мастеров спорта, 5 судей международной категории, 4 судьи высшей национальной категории, 11 судей национальной категории.
Факультет международного сотрудничества (ФМС)
Факультет международного сотрудничества создан в соответствии с решением Совета БНТУ от 30.07.2021 (протокол №12) и приказом Ректора от 03.09.2021 № 54-П в целях обеспечения стратегического направления по увеличению и выполнению заданий экспорта образовательных услуг и дальнейшего совершенствования деятельности БНТУ по подготовке специалистов для зарубежных стран, улучшения работы по приёму на обучение и организации образовательного процесса, повышения эффективности социально-педагогической, психологической и воспитательной работы, обеспечения постоянного контроля за успеваемостью и посещаемостью занятий, усиления правового воспитания и профилактики правонарушений среди и в отношении иностранных граждан – обучающихся БНТУ, организации и развития различных форм международных связей БНТУ, а также координации деятельности всех подразделений университета в части выполнения задач экспорта образовательных услуг и развития международного сотрудничества по вопросам образования и науки.
Факультет международного сотрудничества осуществляет организационное, техническое и информационно-методическое обеспечение международной деятельности БНТУ, направленной на интегрирование ведущего технического вуза страны в европейскую и мировую образовательные системы, получение дополнительных возможностей ускоренного развития и конкурентных преимуществ, укрепление авторитета БНТУ на международной арене.
На сегодняшний день БНТУ является одним из многонациональных и многокультурных образовательных центров. В университете функционирует развитая многогранная международная деятельность целью которой является интернационализация университета через проведение научных и образовательных проектов и программ, участие в международных университетских сетях, организацию мобильности сотрудников и студентов, развитие международных образовательных программ для иностранных студентов, проведение международных конференций и семинаров.
Международное сотрудничество является неотъемлемой частью деятельности Белорусского национального технического университета и важным инструментом в обеспечении качества образования и его соответствия всем международным стандартам. Международная деятельность БНТУ осуществляется через сотрудничество с ведущими зарубежными университетами, научными центрами и организациями. Университет имеет многочисленные зарубежные контакты и успешно сотрудничает с многочисленными зарубежными вузами. Партнерами университета являются свыше 250 вузов и научно-образовательных центров из более 50 стран дальнего и ближнего зарубежья.

## Библиотека
Научная библиотека БНТУ — одна из старейших вузовских библиотек Республики Беларусь. Расположена в двух корпусах по улице Якуба Коласа и проспекту Независимости в Минске. 
Помощь и тренинговые услуги предоставляются не только читателям, но и авторам. Дерзновенный и квалифицированный персонал библиотеки, ценимый администрацией, стремится к тому, чтобы прямо или косвенно повысить квалификацию пользователей, содействовать публикации исследователей в таких изданиях, которые видны всему миру, а также на основании принципов открытой науки популяризировать публикации авторов из БНТУ и результаты, полученные ими. 

## Фотогалерея

15-й корпус БНТУ
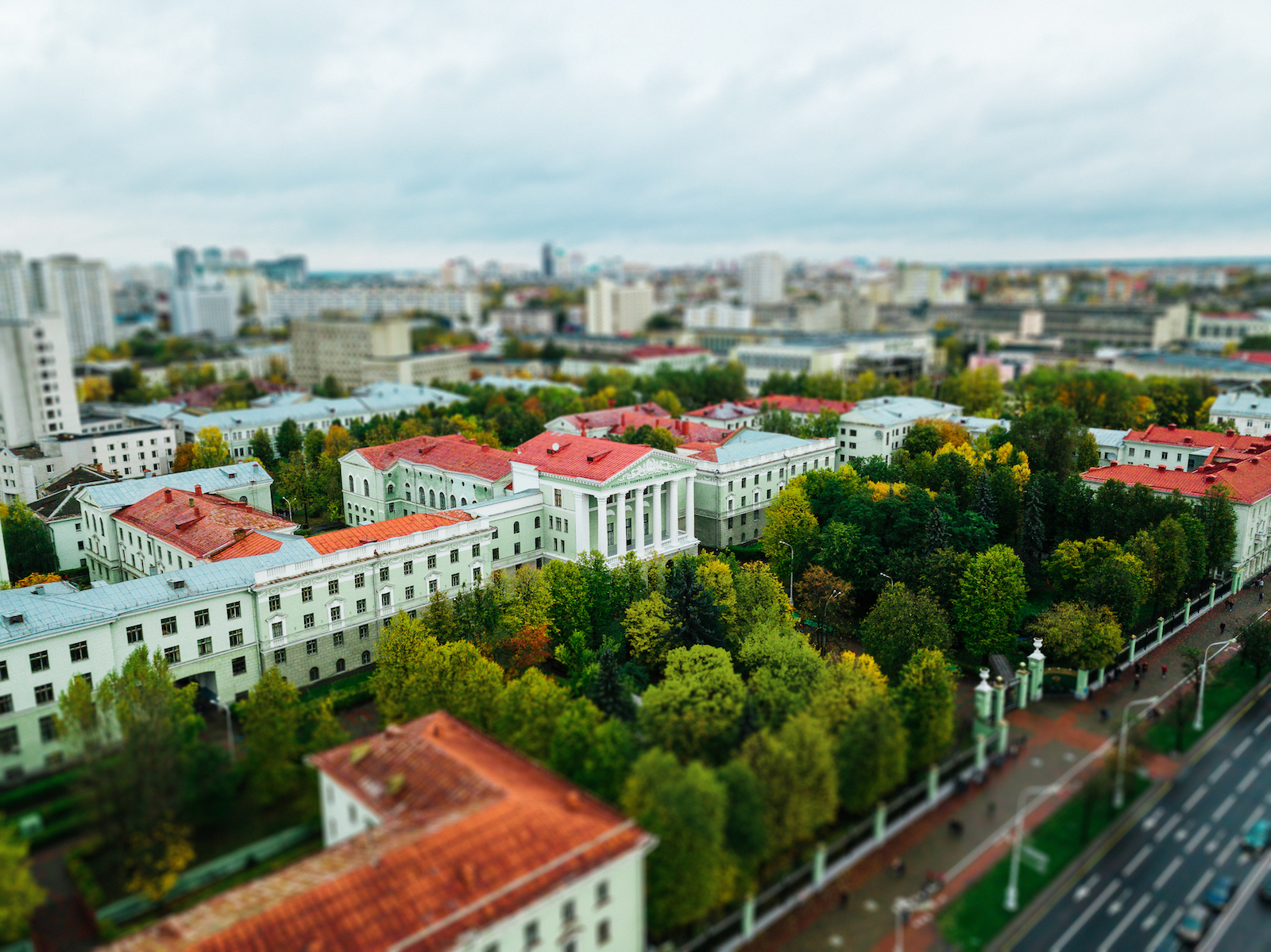
Главный кампус БНТУ
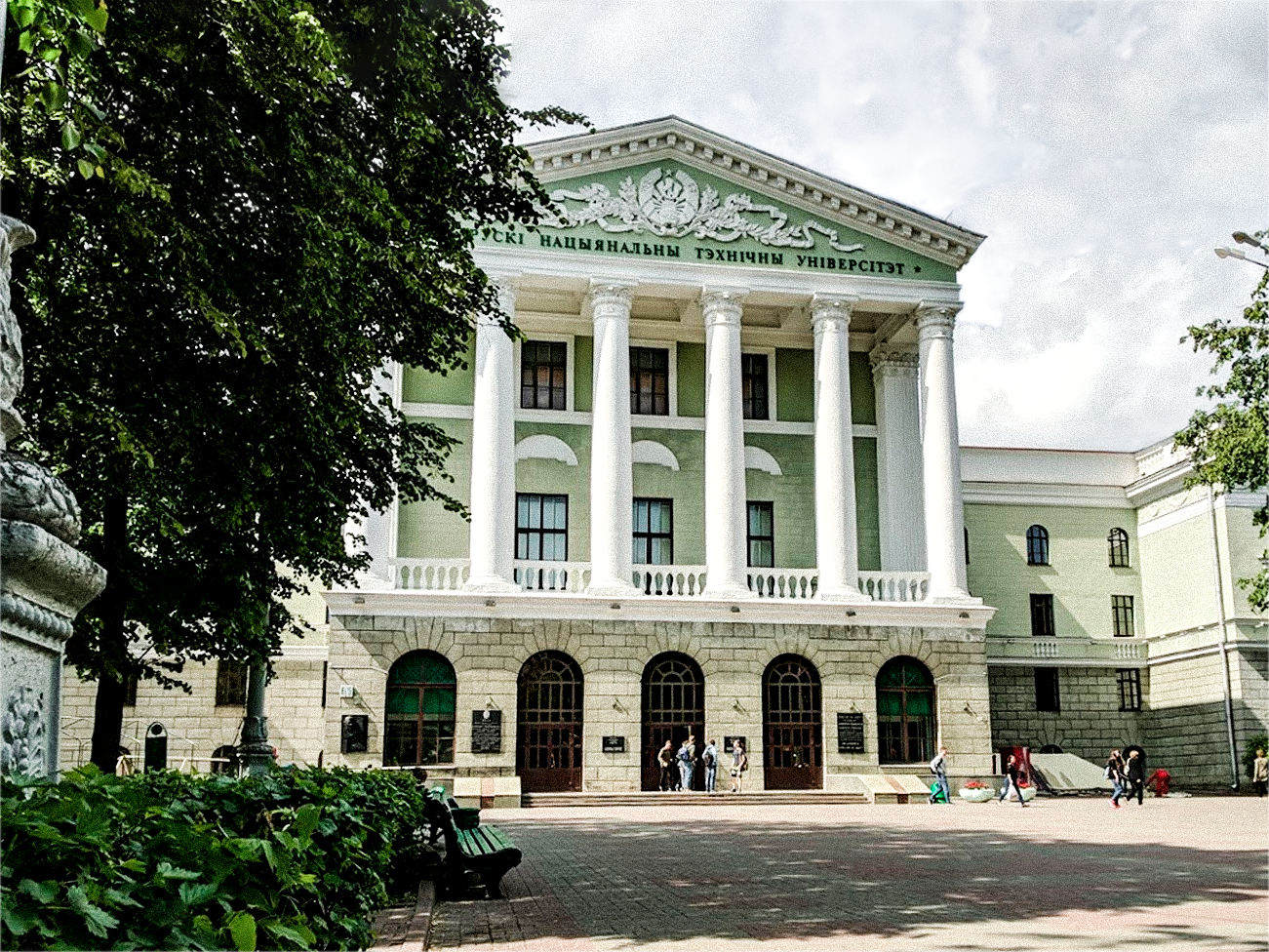
Главный корпус БНТУ